# Hervanta
Hervanta est un quartier situé à 15 minutes du centre-ville de Tampere en Finlande.

## Description
Les quartiers voisins d'Hervanta sont Vuores à l'ouest, Hallila, Lukonmäki et Kaukajärvi au nord, Rusko à l'est et Hervantajärvi au sud.
La superficie d'Hervanta est de 13,8 km2 et continue de s'agrandir. 
Hervanta est célèbre pour ses grands immeubles d'appartements. 
Il héberge plus de 24 000 habitants dans 11 000 appartements. 
Le plus grand complexe d'appartements d'étudiants est Mikontalo.
Hervanta accueille 4 500 étudiants, dont la plupart étudient à l'Université technologique de Tampere (TUT) ou à l'académie de police, la seule de Finlande. 
Presque 8 % de la population d'Hervanta sont des étrangers de 75 nationalités différentes. 
Hervanta a été élue meilleure banlieue de Finlande par le quotidien Helsingin Sanomat, le 17 août 2004.

## Galerie

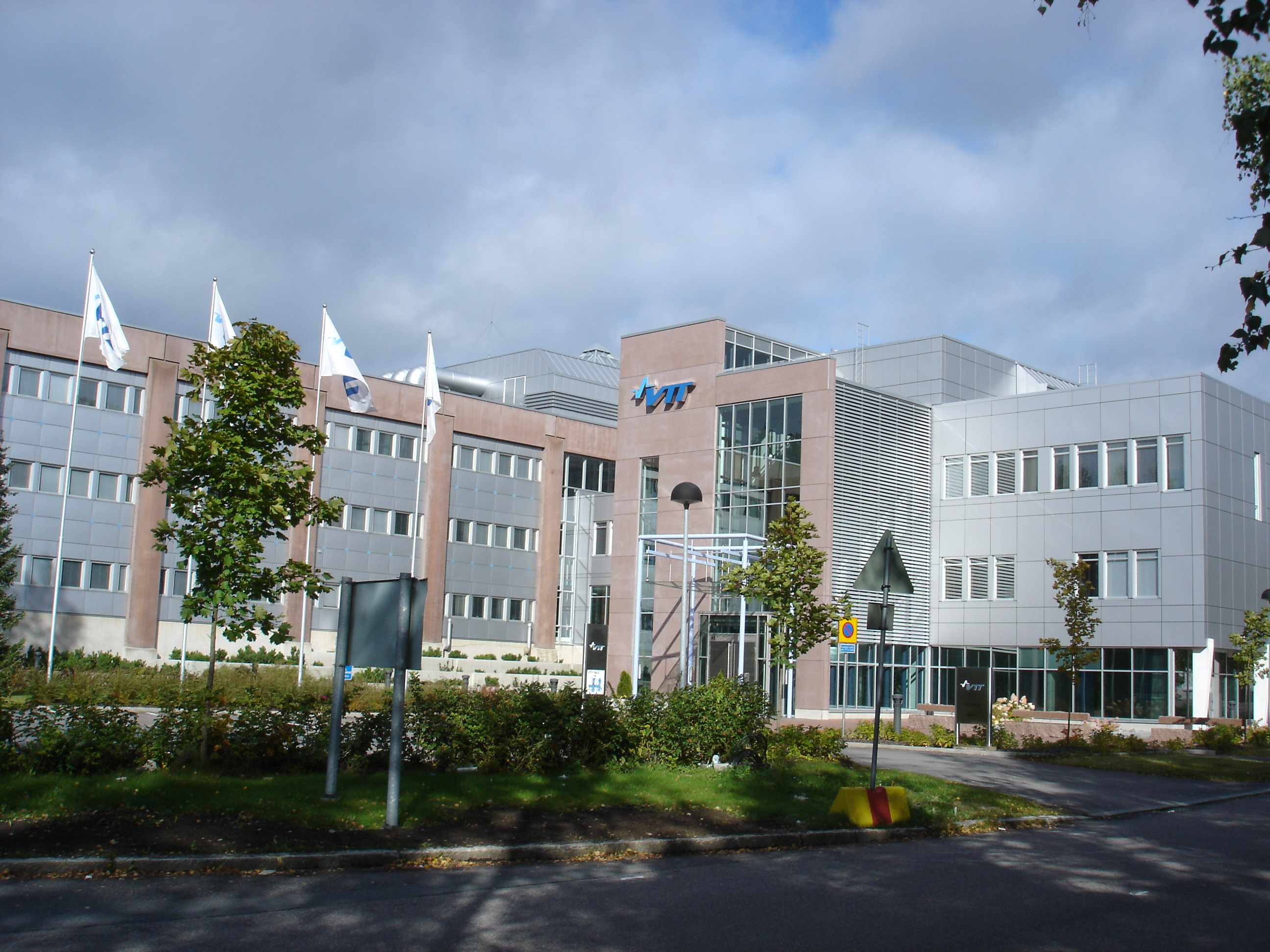
Centre de recherche technique de Finlande
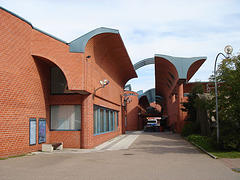
centre de loisirs conçu par Raili  et Reima Pietilä.
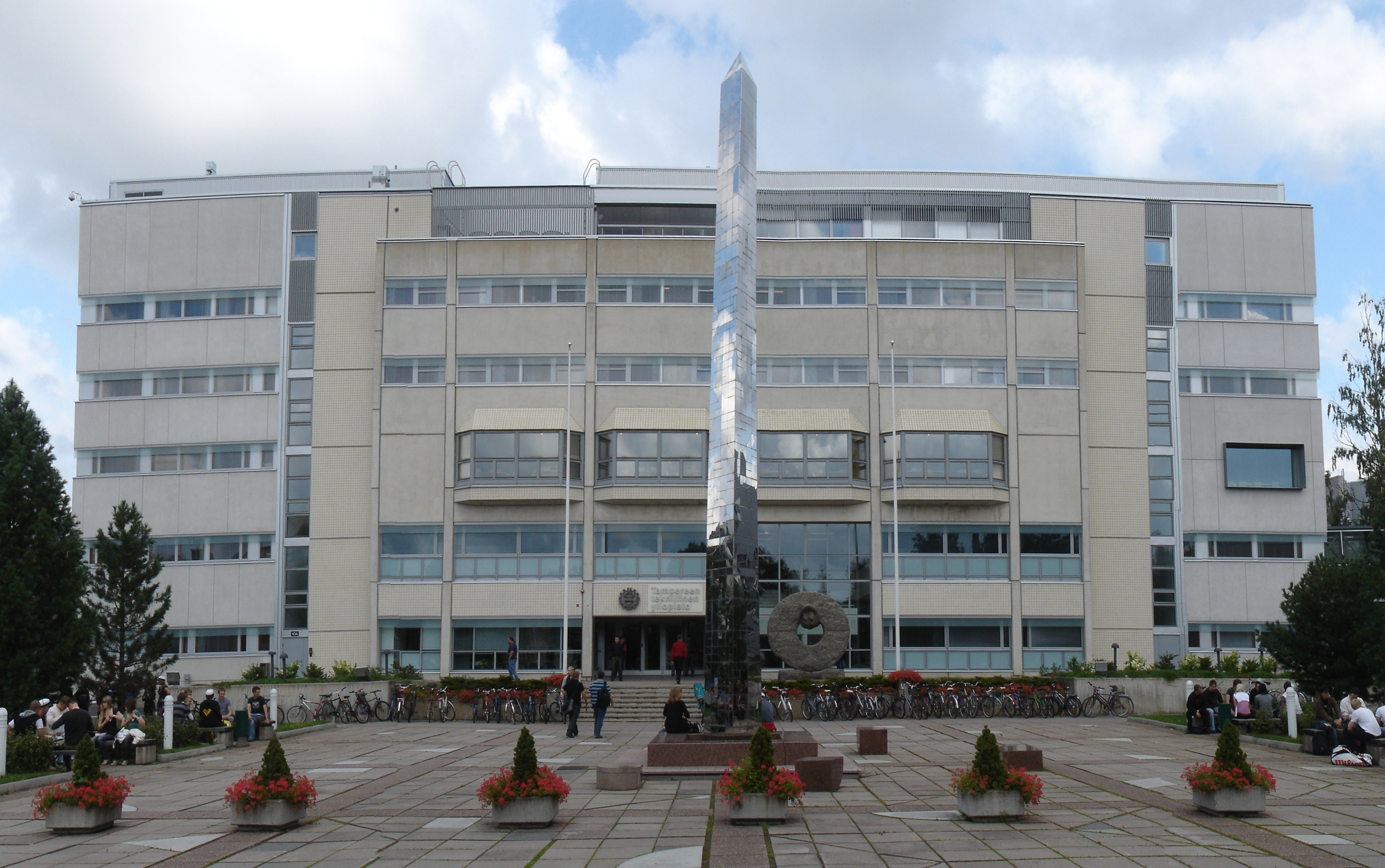
Bâtiment principal de la TUT
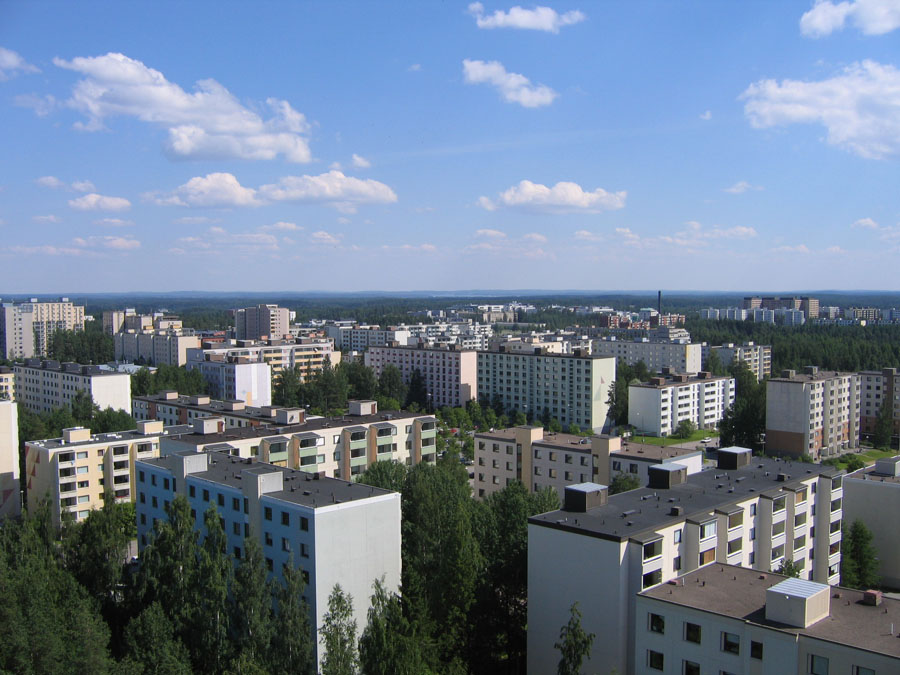
Immeubles résidentiels
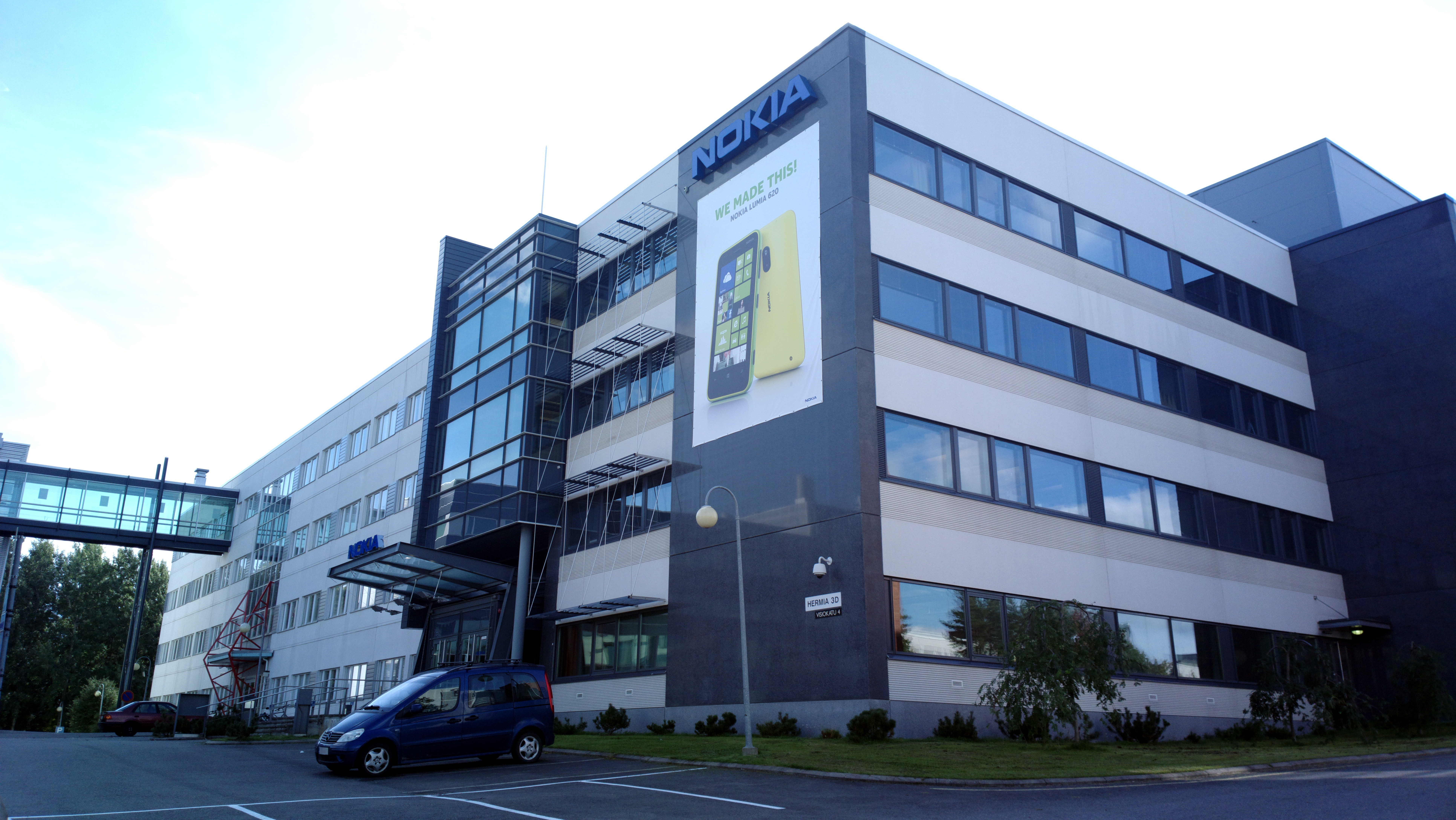
Bâtiments de Nokia.
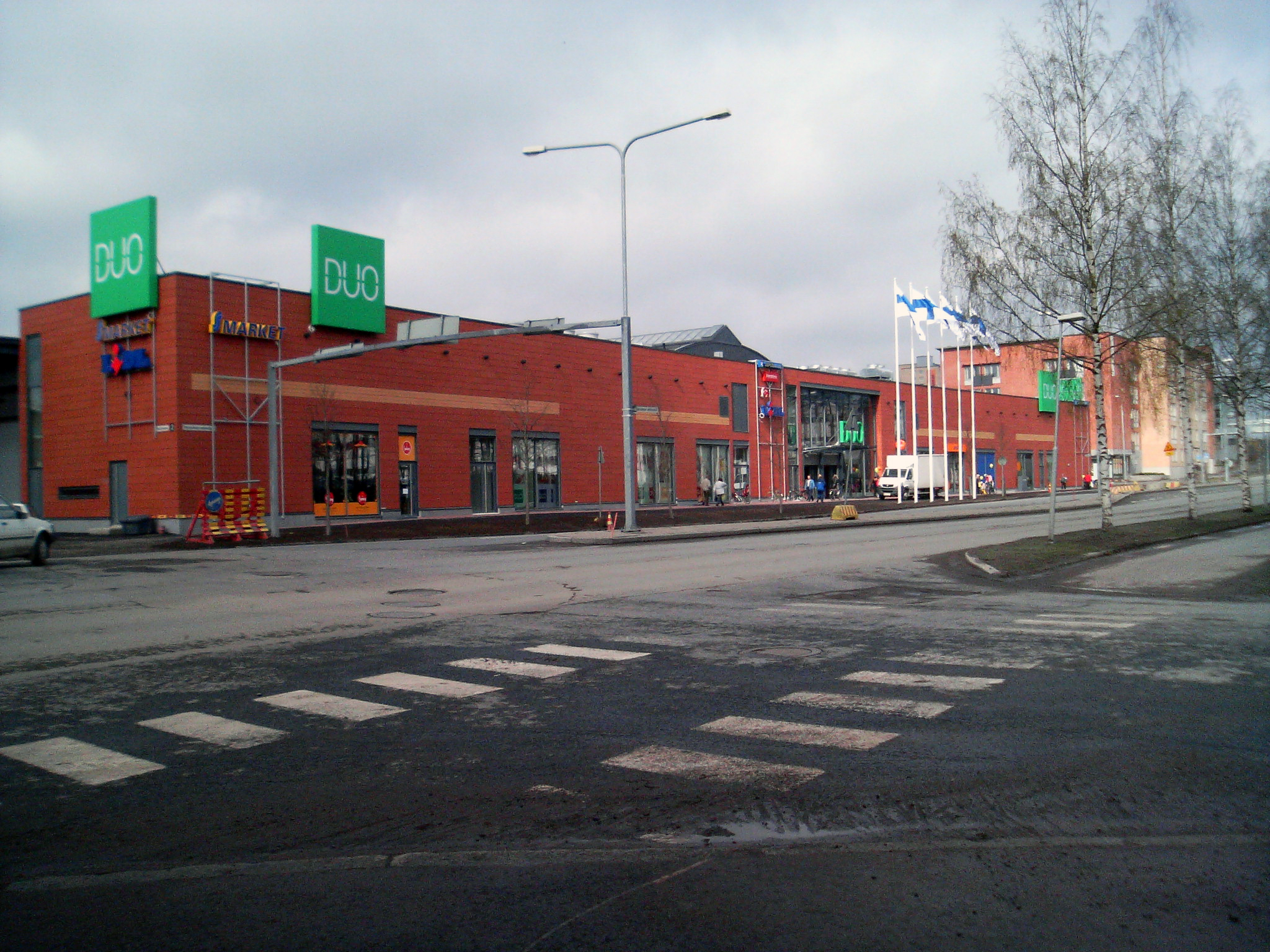
Centre commercial Duo